# Горец-К
«Горец-К» — российский взрывозащищённый бронированный специальный автомобиль (аналогичный машинам типа MRAP) для выполнения задач в горных условиях.
Разработан ЗАО «Производственное предприятие „Техника“» по заказу ФКУ НПО «Специальная техника и связь» МВД России. Представляет собой удешевлённый упрощённый вариант на стандартном шасси по сравнению с семейством бронеавтомобилей «Тайфун».

## Конструкция
Горец-К имеет четырёхколёсное полноприводное шасси КамАЗ-4326 с колёсами размером 14.75/80 R20 оборудованных системой автоподкачки. Кабина имеет противопульную защиту 5 класса стандарта ГОСТ Р50963—96 и выдерживает попадание 7,62-мм небронебойных пуль. Моторный отсек вынесен вперёд для увеличения выживаемости экипажа, благодаря этому при подрыве фугаса под передним колесом, кабина задевается взрывной волной только по касательной. Капот имеет ниспадающий вид для улучшения обзора дороги в горах. V-образный кузов представляет собой бронекапсулу изготовленную из стальных бронелистов по 5 классу защиты (ГОСТ Р50963—96), защищающую десант от пуль 7,62×54 мм R из СВД/ПКМ, подтверждённая гарантированная защита от подрыва осколочно-фугасных устройств находится на уровне 2 кг в тротиловом эквиваленте под колёсами или под днищем. Сидения солдат располагаются вдоль стенок бронекапсулы. На крыше кузова располагается три люка. Кузов предназначен для перевозки 8 человек либо 1 тонны груза — малая масса груза объясняется перегруженностью шасси бронированием. Стёкла оснащены амбразурами для стрелкового вооружения.